# Carbatina

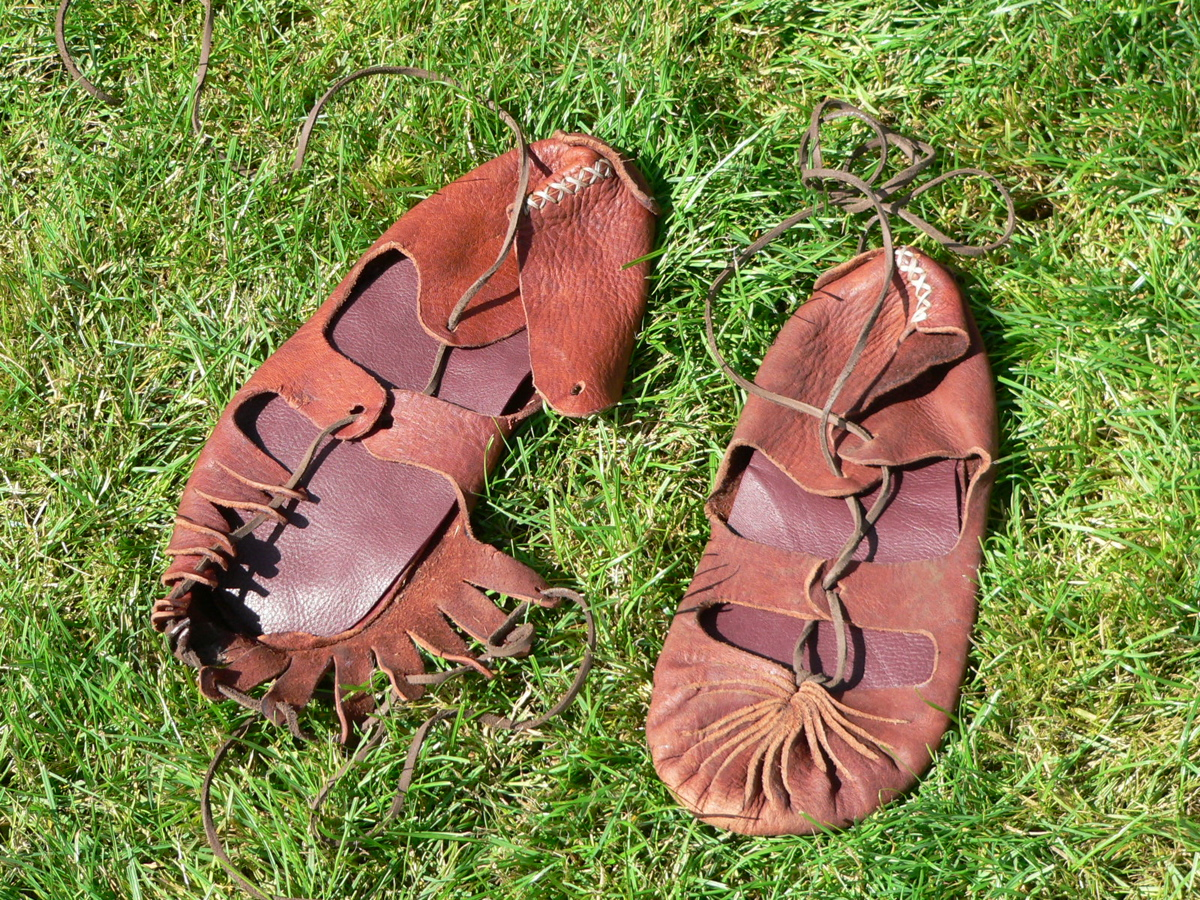
Carbatinas de coiro

As carbatinas eram um tipo de calçado, normalmente dotado de sola, constituídas por uma peça de coiro única, que embrulhava o pé e era fechada, em cima, por um atilho de cordel ou pano que dava a volta ao tornozelo.

## Etimologia
O substantivo português «carbatina» constitui uma corruptela do étimo latino clássico carpatina, que por seu turno provém do étimo carpătĭnus, que significa «feita de coiro».

## Na antiguidade
Este tipo de calçado, pela sua forma de fabrico simples e custo de aquisição módico, tornou-se extremamente popular, na altura do Império Romano, fosse entre romanos, gregos ou mesmo celtas.
Por volta do século II a.C, à medida que as cáligas iam saindo de voga, foram sendo substituídas pelas carbatinas, que eram, por natureza, um tipo de calçado mais módico e de estilo mais à paisana.
Por volta dos finais do séc. IV, a moda no Império já era só usar carbatinas. O Édito Máximo de preços do imperador Diocletiano inclui os preços de cáligas e de carbatinas, ambas sem tachões, para serem usadas por civis (homens, mulheres e crianças).

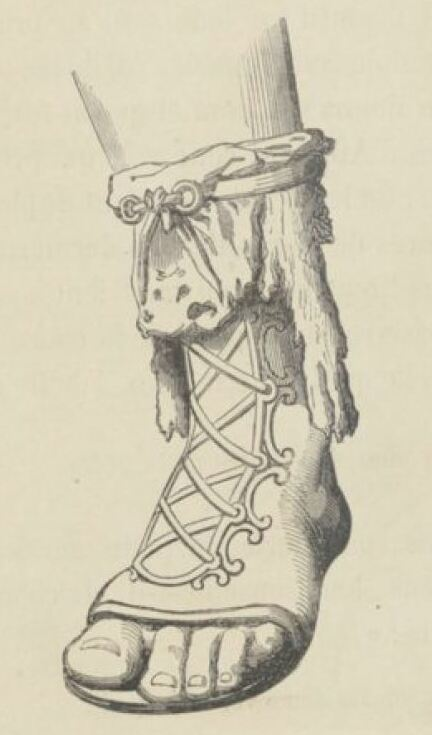
Desenho de campagus da estátua de Marco Aurélio, Museu do Louvre

É possível que a moda das carbatinas tivesse sido trazida pelas legiões, que regressaram de alguma das Campanhas da Gália. Na Gália, eram usadas pelos gauleses uma variedade de carbatinas a que os romanos alcunhavam de gallicae (singular gallĭca; ambos os substantivos significam literalmente «as que vêm da Gália; as gaulesas»), distinguiam-se por ser compostas por duas peças de coiro curtido, em vez de uma só.
Com o passar do tempo, estas carbatinas de estilo gaulês trazidas pelos legionários para o seio do Império, vão evoluir e tornar-se mais refinadas. Vão tornar-se naquilo que veio a ser conhecido como as campagus. Um tipo de calçado usado pela classe alta, tingido de cores caras, como o vermelho, reservado para os senadores, e o púrpura, reservado para o imperador. Em todo o caso, nem as gallicae nem as campagus eram calçado para se usar com togas.

### Abonações históricas
O termo "Carbatina" surge, por exemplo, no 98.º epigrama do Carmina (um conjunto de poemas) do poeta romano Gaius Valerius Catullus "Ista cum lingua, si usus veniat tibi, possis culos et crepidas lingere carpatinas" (lit. «Com esta língua, se alguma vez precisasses, podias lamber cus e solas de carbatinas»).
Xenofonte, também faz menção às carbatinas (karbatíne) na sua obra, "Anábase: A retirada dos 10 mil", «alguns, cujos sapatos se esgarçaram com o uso, fizeram "karbatinai" (palavra no fem. pl.) de coiro de toiro curtido".
Hesíquio de Alexandria também fez menção às carbatinas, descrevendo-as como "calçado de rústicos, feito de uma folha de cabedal ou couro cru". 

### Posterioridade

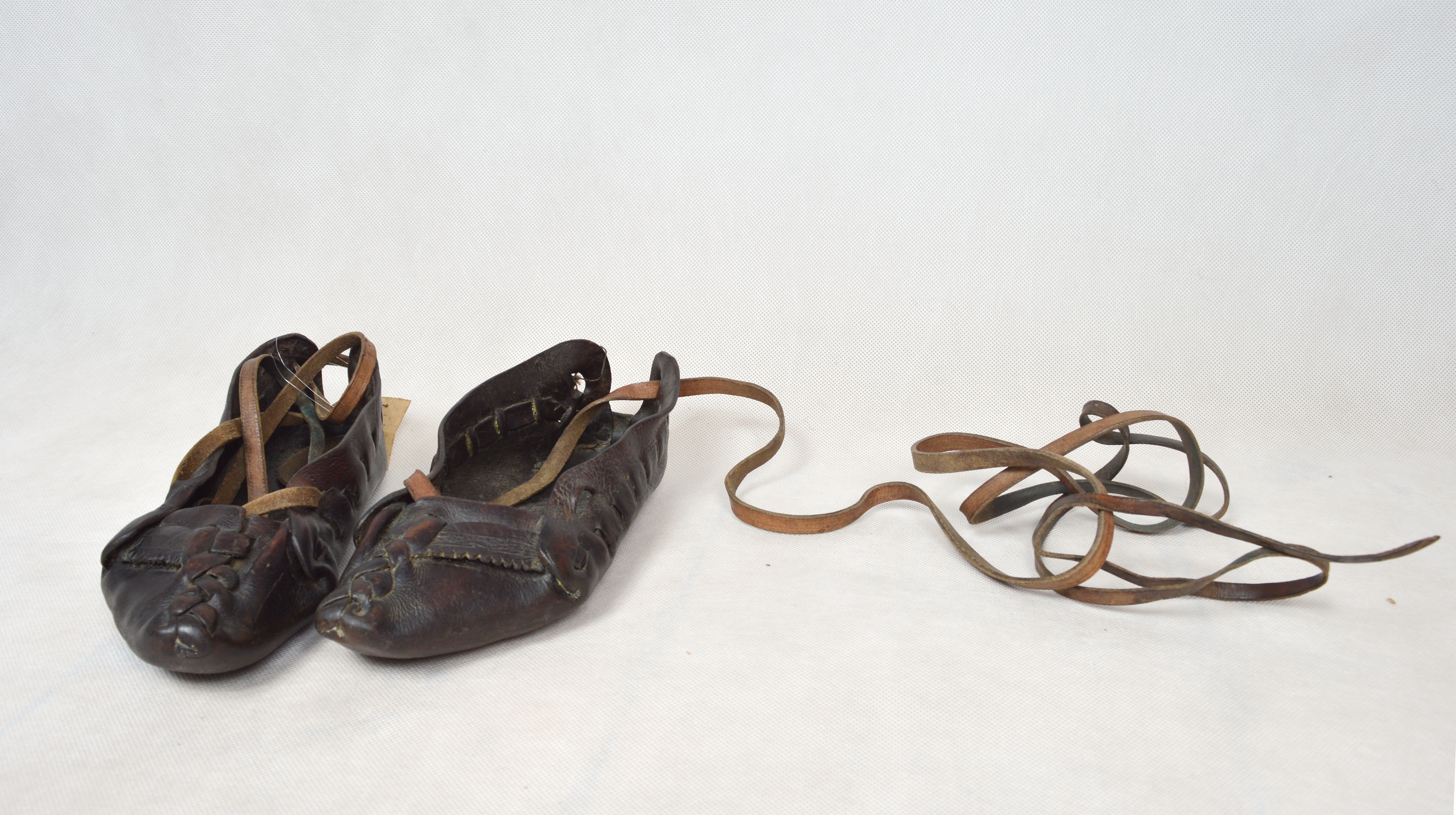
Carbatinas polacas do século XIX

Em muitas partes do mundo, as carbatinas continuaram a ser usada durante a Idade Média, até ao séc. XI d.C. e noutros casos ainda já quase até ao século XX.